# Néomycine
La néomycine est un antibiotique aminoside proche de la gentamicine. On la trouve surtout dans divers médicaments topiques (locaux) tels des crèmes, pommades, collyres, à cause d'une très faible biodisponibilité orale.

## Historique
La néomycine a été découverte en 1949 par le microbiologiste Selman Waksman. Elle est produite naturellement par la bactérie Streptomyces fradiae.

## Utilisation dans les organismes génétiquement modifiés
Le gène de résistance à la néomycine, la neomycin phosphotransferase (npt), a été introduit dans de nombreux organismes génétiquement modifiés à des fins de marquage et de sélection des cellules génétiquement modifiées.

## Code ATC
- usage parentéral : J01GB05
- antiseptique intestinal : A07AA01
- en stomatologie : A01AB08